# Alvdal (plaats)
Alvdal is een dorp in de Noorse gemeente Alvdal, provincie Innlandet. Alvdal telt 667 inwoners (2007) en heeft een oppervlakte van 1,63 km². Het is de zetel van het gemeentebestuur. Het dorp ligt op de plek waar de rivier de Folla uitmondt in de Glomma. Het dorp heeft een station aan Rørosbanen.

## Kerk

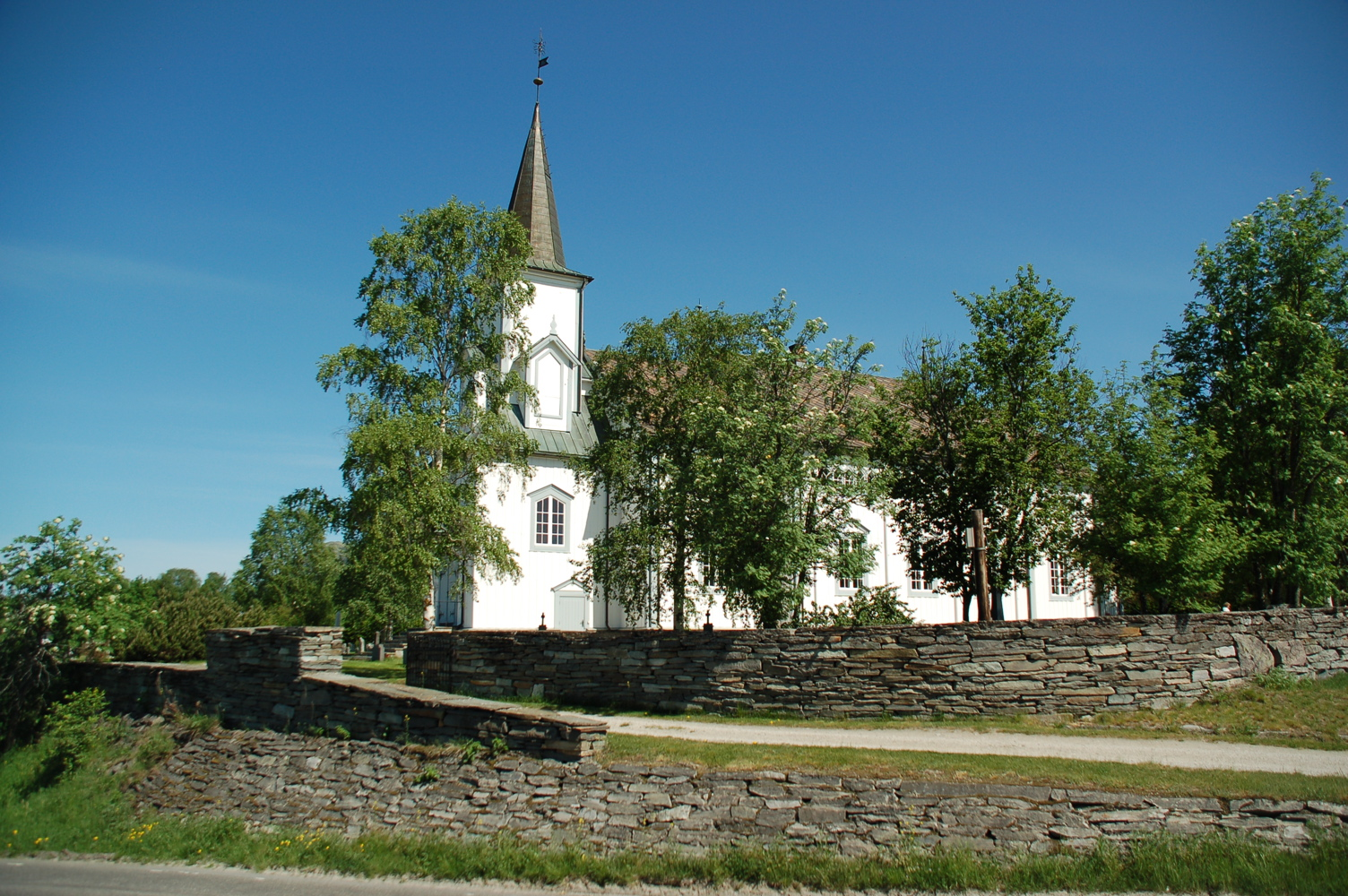

Het dorp heeft een kerk die werd gebouwd in 1861. In het houten gebouw zijn onderdelen van een oudere kerk terug te vinden. Die oudere kerk stond overigens niet op dezelfde locatie. 